# August Sicard von Sicardsburg
August Sicard von Sicardsburg (né le 6 décembre 1813 à Buda, mort le 11 juin 1868 à Weidling) est un architecte autrichien.

## Biographie
Sicard fait sa scolarité à l'école de l'abbaye de Melk et ses études à l'université technique de Vienne. Il devient l'assistant de son professeur Peter von Nobile. Avec son camarade Eduard van der Nüll, il fait un voyage d'étude. En 1843, il est professeur à l'académie des beaux-arts de Vienne.
Avec van der Nüll, Sicard von Sicardsburg dessine le Wiener Staatsoper. Sicard von Sicardsburg s'occupe du côté technique et logistique tandis que van der Null est responsable de l'esthétique et du décoratif. Ils créent pour l'architecture autrichienne un historicisme post-romantique et influencent fortement leurs élèves, notamment Karl von Hasenauer et Heinrich von Ferstel, qui feront la Vienne du XIXe siècle.

## Source
- (de) Cet article est partiellement ou en totalité issu de l’article de Wikipédia en allemand intitulé « August Sicard von Sicardsburg » (voir la liste des auteurs).
- (de) Constantin von Wurzbach, « Sicard von Sicardsburg, August », dans Biographisches Lexikon des Kaiserthums Oesterreich, vol. 34, Vienne, L. C. Zamarski (lire sur Wikisource, lire en ligne), p. 204-207
- (de) Karl Weiß, « Sicard von Sicardsburg, August », dans Allgemeine Deutsche Biographie (ADB), vol. 34, Leipzig, Duncker & Humblot, 1892, p. 142-143